# Montes Bunya
Os montes Bunya e o associado parque nacional (Bunya Mountains National Park), cobrem 11 700 hectares, e formam uma parte isolada da Cordilheira australiana, a sul dos Darling Downs, no sul de Queensland, na Austrália. Situam-se a cerca de 150 km da costa, entre as cidades de Kingaroy e Dalby

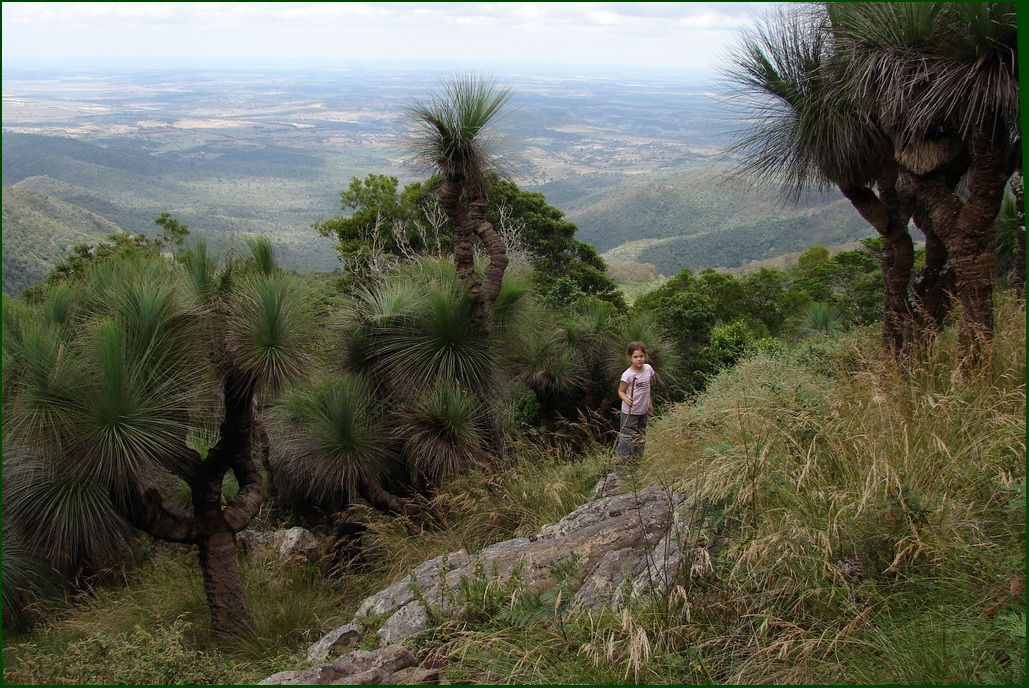
Paisagem e Xanthorrhoea glauca vistos do Monte Kiangarow